# Conus ebraeus
Ốc cối lang đen trắng hay còn gọi Ốc cối E-ra (Danh pháp khoa học: Conus ebraeus) là một loài ốc biển trong họ Conidae

## Đặc điểm
Chúng có chiều dài trung bình 30mm với đường kính ngang tại chỗ rộng nhất khoảng 20mm và chiều dài tối đa 60mm với đường kính ngang 30mm. Kích cỡ chúng từ 20–60 mm. Vỏ của chúng có dạng trứng thuôn dài, kích cỡ hơi nhỏ. Vỏ dày, chắc và nặng. Chóp xoắn có dạng hình nón, vòng xoăn đều và láng. Khe hở của vỏ dài và rộng, có màu trắng, chỗ rộng nhất nằm ở phần đuôi. Màu sắc của vỏ thường là trắng và có những đóm đen trên lưng. 

## Tập tính
Thức ăn của chúng là các loài động vật thân mềm khác Chúng được phân bố rất rộng, từ vùng dưới triều đến độ sâu khá lớn, nhưng thường sống chui trong các khe kẽ rạn san hô ở độ sâu từ 20 - 50m. Đôi khi thấy chúng vùi trong cát ở vùng rạn phẳng. Ốc cối e-ra là loại ốc dùng để làm mỹ nghệ, trang trí. Chúng sống ở vùng xa bờ. 